# A+u
A+u (architecture and urbanism) ist ein japanisches Architekturmagazin mit Sitz in Tokio, das monatlich erscheint. Die Zeitschrift erscheint mit englischen und japanischen Textbeiträgen und möchte einer globalen Leserschaft Informationen über Architektur auf der ganzen Welt bieten. Jede Ausgabe enthält Essays von Architekten, Kritikern und Historikern, Projektbeschreibungen, Bilder, Modellfotos, Zeichnungen und Diagramme. Das Recherchenetzwerk des Magazins erstreckt sich über die ganze Welt und umfasst mehr als 100 Länder. A+U Publishing Co., Ltd. (früher: ja+u) gehört dem Schwesterunternehmen Shinkenchiku-sha. Co Ltd, einer der führenden Architekturzeitschriften Japans, an. Diese erschien erstmals im August 1925 und besitzt weitere Titel wie Shinkenchiku, Jutakutokushu und JA.

## Publikationen (Auswahl)
- a+u 2023:10 Feature: fala
- a+u 2022:10 Feature: Charles Rennie Mackintosh
- a+u 2022:09 Feature: Grafton Architects
- a+u 2022:06 Feature: Christian Kerez
- a+u 2022:05 Feature: Francis Kéré
- a+u 2022:04 Feature: BRUTHER (Alexandre Thériot, Stéphanie Bru)
- a+u 2022:02 Feature: Bernardo Bader
- a+u 2022:01 Feature: Dwelling Studies and Japan’s Women Architects
- a+u 2021:12 Feature: Paulo Mendes da Rocha
- a+u 2021:11 Feature: Johnston Marklee
- a+u 2021:10 Marie-José Van Hee architecten
- a+u 2021:08 Feature: Nenia Project – Smiljan Radić
- a+u 2021:06 Feature: Shigeru Ban
- a+u 2021:03 Feature: Alvar Aalto Houses – Materials and Details
- a+u 2021:02 E2A – Strategic Methodologies
- a+u 2020:12 Feature: Simón Vélez – Vegetarian Architecture
- a+u 2020:10 Feature: Valerio Olgiati – Non-Referential Architecture
- a+u 2020:08 Arata Isozaki in the 1970s: Practice and Theory
- a+u 2020:07 Feature: Architecture in the 70’s “It was the best of times, it was the worst of times…” but not the 1970s
- a+u 2020:06 MVRDV FILES 4 Projects 435–908
- a+u 2020:05 Architecture of Hope: 30 years of European Architecture – EU Mies Award
- a+u 2019:12 OFFICE Kersten Geers David Van Severen
- a+u 2019:11 Contemporary Sri Lanka on Geoffrey Bawa’s 100th
- a+u 2019:10 Feature: Drawings from the Kenzo Tange Archive – National Gymnasiums for Tokyo Olympics
- a+u 2019:09 Heinz Bienefeld – Drawing Collection
- a+u 2019:08 Feature: Arabic Context and Culture – 3 Projects by Jean Nouvel
- a+u 2019:07 Transit Oriented “Development and Management” – Sustainable Urbanisation Projects from 35 Cities
- a+u 2019:06 Diller Scofidio + Renfro
- a+u 2019:03 Álvaro Siza and Eduardo Souto de Moura
- a+u 2019:02 The Thinking Hand – Takenaka Corporation and Takenaka Carpentry Tools Museum
- a+u 2019:01 Re: Swiss – Emerging Architects Under 45 in Switzerland (Raphael Zuber, Angela Deuber,  Javier Miguel Verme)
- a+u 2018:11 Architecture in Norway and Denmark – Design with Nature + Rail Corridor in Singapore
- a+u 2018:10 Making Friends with the Land, People and Time – Architecture in Taiwan
- a+u 2018:07 Aires Mateus
- a+u 2018:06 Adolf Loos: From Interior to Urban City
- a+u 2018:05 Adolf Loos: Residences
- a+u 2018:03 Make New History - After The Second Chicago Architecture Biennial (Pascal Flammer, Karamuk Kuo)
- a+u 2018:02 David Adjaye 2007–2018
- a+u 2017:12 Vann Molyvann 1926–2017
- a+u 2017:11 European Architecture 1945–1970 Synthesis of Modernism and Context
- a+u 2017:10 American Architecture 1945–1970 Beginning of the Modern Architecture
- a+u 2017:09 Bernt Nyberg
- a+u 2017:04 MVRDV FILES 3 Project 230–700
- a+u 2017:03 Herzog & de Meuron Elbphilharmonie
- a+u 2017:02 Barozzi Veiga
- a+u 2017:01 Go Hasegawa
- a+u 2016:12 Latvia – Architecture Unfolding
- a+u 2016:11 Hermann Czech
- a+u 2016:10 Carl-Viggo Hølmebakk
- a+u 2016:09 Vincent Van Duysen
- a+u 2016:08 Berlin – Contexts of Architecture and Cityscape
- a+u 2016:06 RCR Arquitectes · Works
- a+u 2016:05 BIG + SMALL
- a+u 2016:04 Poetry of Modesty (Raphael Zuber, Neven Mikac Fuchs, Laura Cristea)
- a+u 2016:03 Architects in China
- a+u 2016:02 Sigurd Lewerentz – Drawing Collection 2
- a+u 2016:01 Sigurd Lewerentz - Drawing Collection I
- a+u 2015:12 Expressions of Landscape – Kathryn Gustafson
- a+u 2015:11 RCR Arquitectes · Journey
- a+u 2015:10 Gion A. Caminada
- a+u 2015:09 OMA – Recent Works
- a+u 2015:08 ingenhoven architects – supergreen
- a+u 2015:07 Kimbell Art Museum–Drawing Collection
- a+u 2015:06 James Stirling – The Meanings of Form
- a+u 2015:04 Christ & Gantenbein
- a+u 2015:03 Caruso St John Architects
- a+u 2014:08 Gigon / Guyer
- a+u 2014:07 Retreat – Primal Concept and Experimental Design (Pascal Flammer)
- a+u 2014:04 Juliaan Lampens
- a+u 2014:03 Supermodels – Photographed by Hisao Suzuki
- a+u 2013:09 bbevk perović arhitekti
- a+u 2013:06 Pezo von Ellrichshausen
- a+u 2013:05 Ryue Nishizawa
- a+u 2013:01 Architecture in Germany 2000–2012
- a+u 2012:12 Valerio Olgiati (Hörsaal Weber, Zug-Schleife, Atelier Bardill, Villa Além, Nationalparkhaus Zernez, Eingang Grossratsgebäude Chur)
- a+u 2012:09 La Luz Mágica – Photographer, Hisao Suzuki
- a+u 2012:08 London 2012 Olympics + Helsinki Architects
- a+u 2012:06 Singapore, Capital City for Vertical Green
- a+u 2012:03 Lacaton & Vassal
- a+u 2011:11 Andrea Palladio in Vicenza
- a+u 2011:09 Art and Architecture + Carlo Scarpa in Verona
- a+u 2011:08 Andrew Bromberg of Aedas – Envisioning a New Architecture
- a+u 2011:07 Timber Innovation + OMA Hong Kong
- a+u 2011:06 Geoffrey Bawa – Essence of Sri Lanka
- a+u 2011:05 Vincent Van Duysen + Recent Projects
- a+u 2011:04 Ten Architects in Switzerland (Valerio Olgiati, Javier Miguel Verme, Tamara Olgiati, Barbara Peterli, Meili Peter, Bearth & Deplazes, Diener Diener, Conradin Clavuot, Gion A. Caminada, Miller Maranta, Morger Degelo)
- a+u 2011:01 Swiss Sounds: Architecture in Switzerland 2000-2009
- a+u 2010:12 Jože Plečnik – Vienna, Prague and Ljubljana
- a+u 2010:11 Novartis Campus 2010
- a+u 2010:08 Swiss Sensibilities
- a+u 2010:07 Expo 2010 Shanghai + Architecture in Beijing
- a+u 2009:12 John Hejduk, Reprint + Perceptual Space
- a+u 2009:11 Kerry Hill – Crafting Modernism in Asia Pacific
- a+u 2009:10 Utzon, Fehn and Now - Architecture in Denmark and Norway
- a+u 2009:09 Dominique Perrault / DPA Today
- a+u 2009:02 Houses by Louis I. Kahn
- a+u 2008:12 Sustainable Architecture in Germany
- a+u 2008:03 Rogelio Salmona
- a+u 2002:04 Valerio Olgiati, Eckert + Eckert mit einem Beitrag von Kenneth Frampton
- a+u 1998:05 Feature: Wooden Architecture (Maria und Wilhelm Huber, Fink+Jocher, Walter Bieler)
- a+u 1998 Februar Extra Edition Peter Zumthor
- a+u 1994:08 Buildings & Monuments (Heide von Beckerath)